# 전한 혜제
한 효혜황제 유영(漢 孝惠皇帝 劉盈, 기원전 210년 ~ 기원전 188년)은 전한의 2대 황제(재위 : 기원전 195년 ~ 기원전 188년)이다. 고제(高帝)의 차남이자 적장자로, 어머니는 고황후 여씨(高皇后 呂氏)이다. 어머니의 그늘에 가려진 불운한 황제로 알려져 있다.

## 생애
어릴 때 아버지 유방이 언제나 라이벌이었던 항우에게 패하였을 때, 유영은 어머니와 같이 고향인 패현(沛縣)에 있고 아버지를 따르지 않았다. 그러나 기원전 205년 여씨와 유비 모자, 그리고 유방의 아버지인 태공 유달 등이 항우에게 인질로 잡혀 2년 동안 잡혀 있다가 유방과 항우가 평화 조약을 맺자 그들은 모두 풀려나 유방이 있던 한중(漢中)으로 갔다.
기원전 202년, 유방은 항우를 해하에서 패퇴시키고 장안에서 국호를 한(漢)이라 하고 황제에 오르니, 고조이다. 곧 유영은 황태자에 올랐는데, 처음에 유영이 장자가 아니라는 이유로 반대하는 의견이 있었으나, 장자 유비(劉肥)의 어머니의 신분이 미천하고 유영이 유일한 적자인 점을 미뤄 결국 유영이 황태자로 책봉되었다. 하지만 고조는 유영을 총애하지 않고 3남인 척부인 소생의 유여의(劉如意)를 가장 총애하였으나 유영은 이를 크게 신경쓰지 않고 오히려 유여의를 잘 대해 주었으나 모후인 여황후는 유영을 다음 황제로 만들기 위해 온갖 일을 마다치 않았다.
기원전 195년, 고조 유방이 죽고 황태자 유영이 황제에 오르니 혜제이다. 혜제는 여전히 유여의를 귀여워하고 같이 사냥에도 나갔다. 그러나 태후가 된 모후 여태후는 고조 생전 당시 가장 많은 총애를 받은 척부인을 매우 질투하였고 심지어는 그녀와 그녀의 아들 유여의를 죽이려는 음모를 꾸몄다.
여태후는 혜제가 잠시 혼자 사냥을 다녀온 사이, 사람을 시켜 유여의를 죽이고, 그의 모친 척부인의 팔다리를 자르고 돼지우리에 넣어버리고 '인간돼지'라 부르라 명하였다. 이 사실을 들은 혜제는 큰 정신적 충격을 받았다. 이듬해인 기원전 194년, 혜제의 이복형 제왕 유비가 장안으로 왔을 때, 혜제는 큰 연회를 베풀었다. 그러나 여태후는 유비가 여전히 혜제의 가장 큰 정적이라 생각하고 유비의 앞에 독주를 준비하여 그를 죽일 생각이었으나, 이를 알아챈 혜제는 유비에게 다가가 그 잔을 마시려 했고 놀란 여태후는 혜제의 손을 세게 쳐 다행히 혜제는 목숨을 구할 수 있었다. 이 두 사건은 혜제가 매우 선량하고 우애가 깊은 군주임을 짐작할 수 있다.
위의 두 사건 때문에 혜제는 정치에 뜻을 잃고, 여태후는 슬슬 자신의 문중 인사들을 조정에 발탁, 조정을 장악하였다. 야심이 큰 어머니 때문에 평생을 자신의 뜻대로 하지 못하고 산 혜제는 결국 기원전 188년, 23세의 나이로 갑자기 붕어하였다. 시호는 효혜황제(孝惠皇帝)이다.

## 가족관계
- 부 : 고제 유방
- 모 : 고황후 여씨
  - 황후 : 효혜황후 장씨 ― 혜제의 누나인 노원공주의 딸.
    - 장남 : 전한 제 3대 황제 소제 - 생모미상, 황후 장씨의 양자

  - 황후?/후궁?
    - 차남 : 회양회왕 회양회왕 유강 - 생모미상
    - 3남 : 항산애왕 유불의 - 생모미상
    - 4남 : 전한 제 4대 황제 소제 유홍 - 생모미상
    - 5남 : 항산왕 유조 - 생모미상
    - 6남 : 회양왕 유무 - 생모미상
    - 7남 : 양왕 유태 - 생모미상

## 기년
| 혜제 | 서력(西曆)                           | 간지(干支) |
| 원년 | 기원전 195년 10월 ~ 기원전 194년 9월 | 정미(丁未) |
| 2년  | 기원전 194년 10월 ~ 기원전 193년 9월 | 무신(戊申) |
| 3년  | 기원전 193년 10월 ~ 기원전 192년 9월 | 기유(己酉) |
| 4년  | 기원전 192년 10월 ~ 기원전 191년 9월 | 경술(庚戌) |
| 5년  | 기원전 191년 10월 ~ 기원전 190년 9월 | 신해(辛亥) |
| 6년  | 기원전 190년 10월 ~ 기원전 189년 9월 | 임자(壬子) |
| 7년  | 기원전 189년 10월 ~ 기원전 188년 9월 | 계축(癸丑) |